# Стефан Трифонов
Стефан Кирилов Трифонов е български оператор.

## Биография
Роден е на 15 май 1947 г. През 1978 г. завършва операторско майсторство във ВИТИЗ „Кръстьо Сарафов“.

## Филмография
- Всичко е любов (1979)
- Йо-хо-хо (1981)
- Мярка за неотклонение (1983)
- Откога те чакам (1984)
- Скъпа моя, скъпи мой (1986)
- Небе за всички (1987)
- Меги (1989)